# The Midnight Sky
The Midnight Sky er en Science fiction-film fra 2020, instrueret af George Clooney. Filmen er baseret på romanen Good Morning, Midnight af Lily Brooks-Dalton.

## Medvirkende
- George Clooney som Augustine Lofthouse
- Ethan Peck som ung Augustine Lofthouse
- Felicity Jones som Sully
- David Oyelowo som kommandør Tom Adewole
- Tiffany Boone som Maya
- Demián Bichir som Sanchez
- Kyle Chandler som Mitchell
- Caoilinn Springall som Iris
- Sophie Rundle som Jean